# Moulins-Saint-Hubert
Moulins-Saint-Hubert är en kommun i departementet Meuse i regionen Grand Est (tidigare regionen Lorraine) i nordöstra Frankrike. Kommunen ligger i kantonen Stenay som tillhör arrondissementet Verdun. År 2022 hade Moulins-Saint-Hubert 186 invånare.

## Befolkningsutveckling
Antalet invånare i kommunen Moulins-Saint-Hubert
| Referens: INSEE |